# Caratinga
Caratinga è un comune del Brasile nello Stato del Minas Gerais, parte della mesoregione della Vale do Rio Doce e della microregione di Caratinga.
Sede dell'omonima diocesi, Caratinga ospita anche la Cattedrale diocesana.